# کارابابیولا
کارابابیولا (به انگلیسی: Currabubula) یک منطقه مسکونی در استرالیا است که در نیو ساوت ولز واقع شده‌است.